# Galerías Layetanas
Las Galerías Layetanas, en la Gran Vía de las Cortes Catalanas, 613, de Barcelona, fueron fundadas por el marchante y promotor artístico Santiago Segura y Burgués en 1915. Fueron un trampolín de iniciativas culturales y un buen escaparate del arte del noucentisme. Su bodega, ubicada en el sótano, fue uno de los puntos de encuentro de artistas e intelectuales del novecentismo, a la manera de Els Quatre Gats para los modernistas. El interior estaba decorado con pinturas murales al temple de Xavier Nogués con entrañables figuras de beodos, leyendas e inscripciones, que sugieren el humor universal del artista.
En cuanto a la técnica de ejecución, con los análisis, se ha visto que el pintor aplicar los pigmentos mezclados con cola vegetal, obtenida de celulosas o de féculas, directamente sobre el mortero de yeso ya seco.
Con el tiempo, la bodega se convirtió en almacén y, durante la década de 1940, José Gudiol y el restaurador Andreu Asturiol arrancaron y traspasaron las pinturas murales.
Posteriormente, los diferentes fragmentos se pusieron a la venta en la Sala Parés de Barcelona, donde casi todos fueron adquiridos por Museo Nacional de Arte de Cataluña.